# میخائیل کلاشنیکف
میخائیل تیموفیِویچ کلاشنیکُف (به روسی: Михаил Тимофеевич Калашников) (زاده ۱۰ نوامبر ۱۹۱۹ – درگذشته ۲۳ دسامبر ۲۰۱۳) مخترع روسی سلاح آ-کا-۴۷ موسوم به کلاشنیکُف بود.

## زندگی
وی در سال ۱۹۱۹ در شمال روسیه در یکی از روستاهای منطقه آلتای واقع در سیبری در نزدیکی مرز روسیه و قزاقستان در خانواده‌ای فقیر ترک تبار متولد شد. تحصیلات وی پایین بود به طوری که نتوانست دوران متوسطه را طی کند. در سنین نوجوانی وارد ارتش شوروی شد. در سال ۱۹۴۱ طی یکی از حملات ارتش شوروی به نیروهای آلمان نازی میخائیل تیموفیِویچ کلاشنیکف در اثر هدف قرار گرفتن تانکش مجروح و در بیمارستان بستری شد. او در بیمارستان تصمیم گرفت که با در هم آمیختن ویژگی‌ها و کاربردهای سلاح آمریکایی ام۱ گرند و تفنگ آلمانی اس‌تی‌جی ۴۴ یک تفنگ خودکار طراحی و تولید کند. ساخت این سلاح در سال ۱۹۴۷ تکمیل و پس از آن در سال ۱۹۵۱ به‌طور رسمی وارد ارتش شوروی شد.
میخائیل تیموفیِویچ کلاشنیکف بیست و چندی ساله بود که اندکی پس از جنگ جهانی دوم تفنگ «AK-۴۷» را ابداع کرد.
از آغاز تولید کلاشنیکف تاکنون بیش از صد میلیون قبضه از مدل آ-کا-۴۷ در کارخانهٔ تولید این سلاح در شهر ایژوسک روسیه یا سایر کشورها با مجوز قانونی یا به‌طور غیرقانونی ساخته شده‌است.
میخائیل کلاشنیکف سازنده ی اسلحه کلاشنیکُف گفته است: «اسلحه کلاشنیکف را برای جلوگیری از پیشروی آلمان بسوی شوروی و به خاطر وطنم ساختم و قصد نداشتم این اسلحه در عملیات تروریستی مورد استفاده قرار گیرد و در بازارهای اروپایی و آمریکایی فروخته بشود .» به گزارش فارس به نقل از پایگاه اینترنتی «مسکونیوز»، کلاشنیکف ۸۶ ساله می‌گوید: هر وقت در تلویزیون می‌بینم اسلحه‌ای که برای دفاع از سرزمین مادری‌ام ساختم در دستان اعضای القاعده و گروههای تروریستی است، از خود می‌پرسم چطور این اسلحه بدست آن‌ها رسیده است؟»

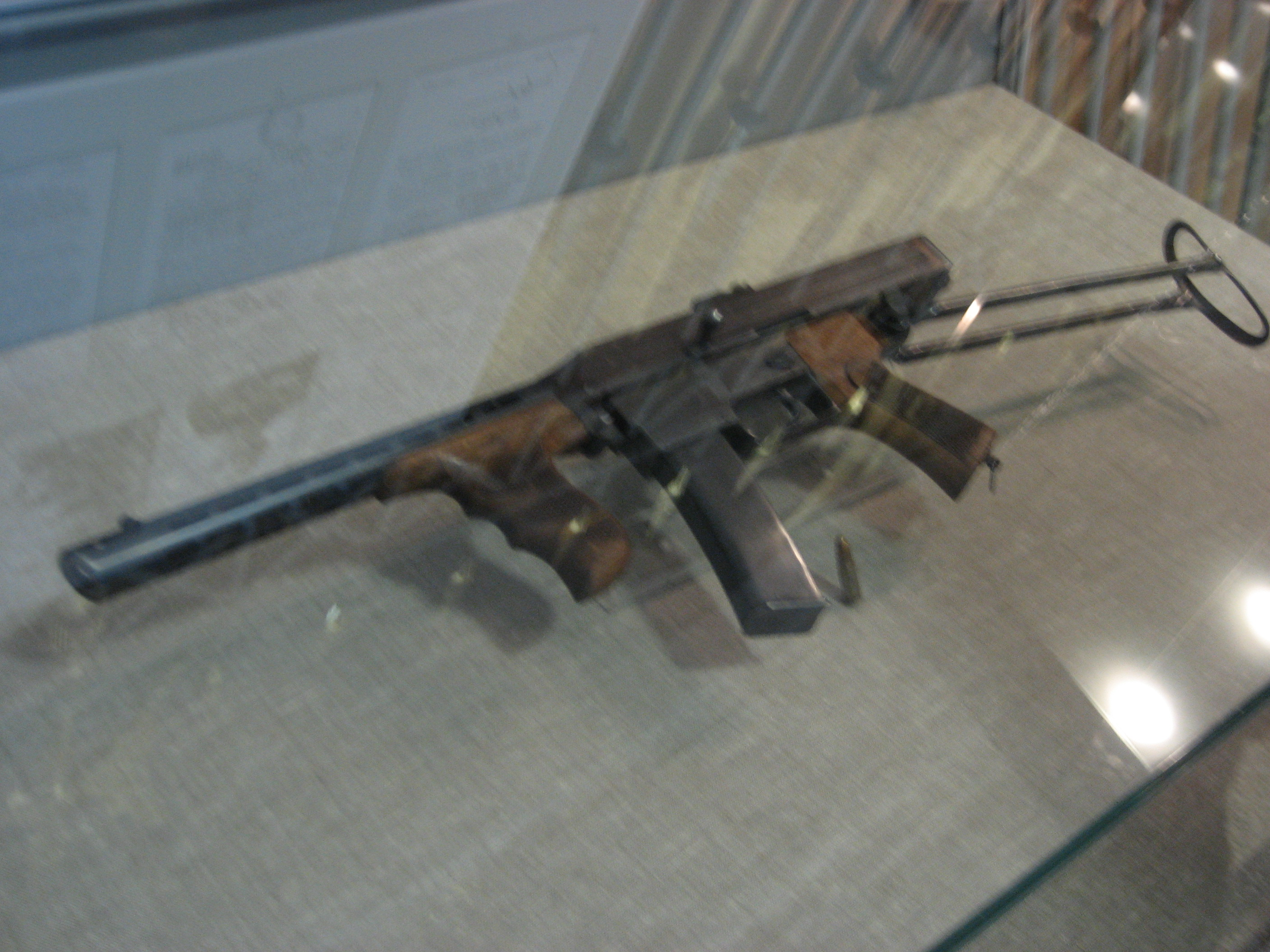

اما واقعیت چیزیست که در تاریخی که کلاشنیکف سلاح مشهورش را طراحی کرد، نمی‌توانست آنرا پیشبینی کند! سلاح وی آنچنان ساده است که تنها در کارگاهی که امکان خانکشی لوله وجود دارد امکان ساخت این سلاح نیز موجود است و بدین طریق تخمین زده می‌شود که بسیاری از سلاحهای موجود در دست تروریستها ساخت کارگاههای زیرزمینی است.
علاوه بر آن سلاح معروف کلاشنیکف سلاحیست که نیاز چندانی به تمیزکاری ندارد و رفع گیر آسان و برد نسبتاً قابل توجهی دارد.
کلاشنیکف که در سن ۹۰ سالگی کم بنیه اما همچنان تیزهوش به نظر می‌رسد در مراسمی گفت: «اگر می‌خواهید کسی را مقصر بدانید، آلمان‌های نازی را به خاطر اینکه مرا مجبور کردند طراح سلاح شوم، مقصر بدانید!» وی افزود: «البته من همواره می‌خواستم که دستگاه‌ها و ماشین‌آلات مورد نیاز کشاورزی بسازم.»
کلاشنیکف از بیماری قلبی رنج می‌برد و در ماه ژوئن ۲۰۱۳ در بیمارستان مرکزی مسکو تحت مداوا قرار گرفت. وی پس از بهبودی نسبی در ماه سپتامبر ۲۰۱۳ به ایژوسک مرکز جمهوری اودمورتی روسیه بازگشت اما از ۱۷ نوامبر ۲۰۱۳ بار دیگر در بیمارستان بستری شد.

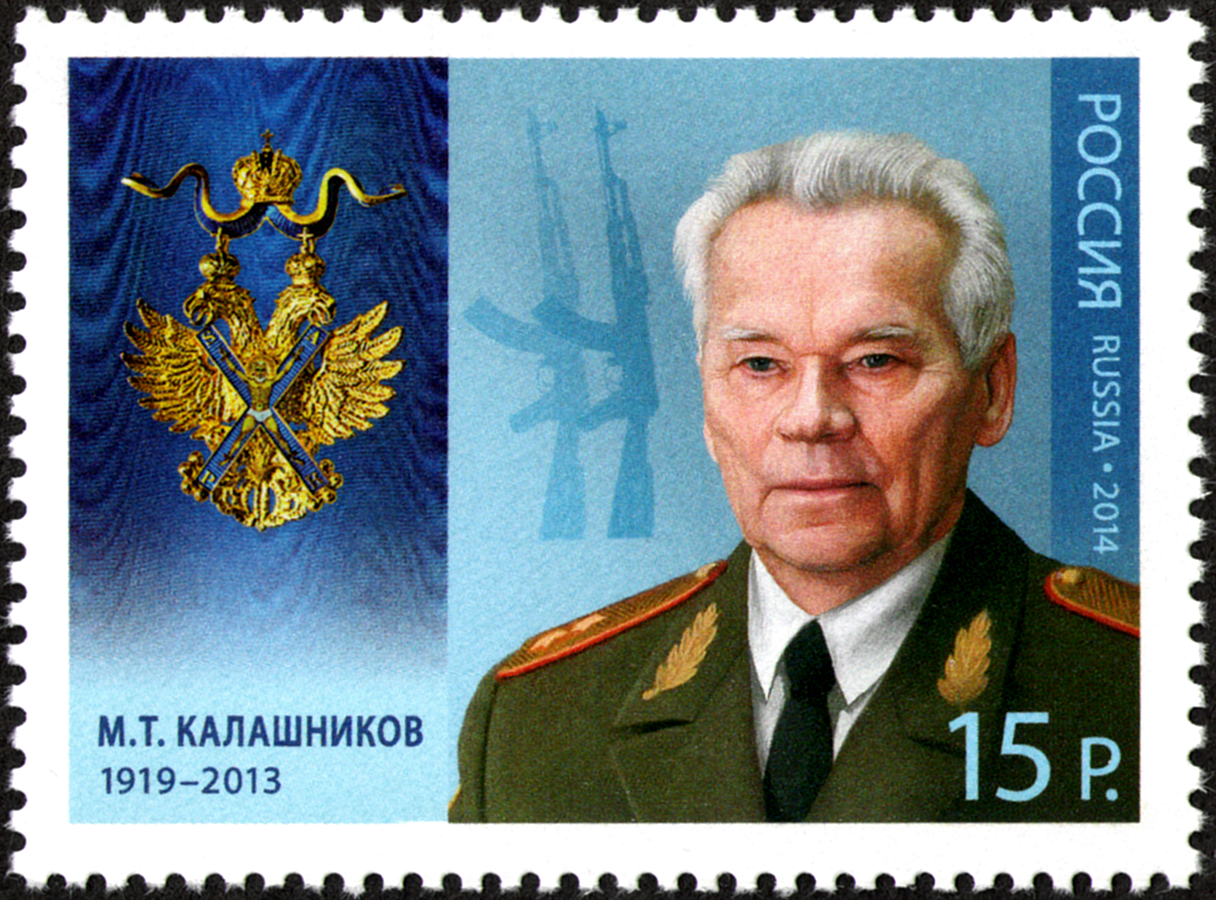
تمبر میخائیل کلاشنیکف سال ۲۰۱۴

میخائیل کلاشنیکف ، سازنده تفنگ تهاجمی معروف کلاشنیکف روز دوشنبه، دوم دی ۱۳۹۲ برابر ۲۳ دسامبر ۲۰۱۳، در سن ۹۴ سالگی در شهر ایژِوسک در واقع در جمهوری اودمورتیا درگذشت.